# NGC 2415
NGC 2415 is een onregelmatig sterrenstelsel in het sterrenbeeld Tweelingen. Het hemelobject werd op 10 maart 1790 ontdekt door de Duits-Britse astronoom William Herschel. NGC 2415 is een stelsel met een hoge oppervlaktehelderheid, teweeggebracht door grote hoeveelheden jonge hete blauwwit gekleurde sterren.

## 70 Geminorum
Amateurastronomen kunnen, aan de hand van de dubbelster 70 Geminorum, het stelsel NGC 2415 gemakkelijk opsporen daar het zich, vanaf de aarde gezien, schijnbaar een derde van een graad ten westnoordwesten van deze dubbelster bevindt.
Beide objecten, NGC 2415 en 70 Geminorum, bevinden zich een drietal graden ten noordnoordoosten van de ster Castor (alpha Geminorum), de noordelijkste van de twee helderste sterren in de Tweelingen.

## Grensgeval
Sommige sterrenatlassen, zoals Wil Tirion's Uranometria 2000.0 uit 1987, tonen het stelsel NGC 2415 pal op Eugène Delporte's grenslijn tussen de sterrenbeelden Tweelingen en Lynx.

## Synoniemen
- UGC 3930
- MCG 6-17-21
- ZWG 177.38
- ARAK 136
- HARO 1
- IRAS 07336+3521
- PGC 21399